# Ayenia
Ayenia är ett släkte av malvaväxter. Ayenia ingår i familjen malvaväxter.

## Bildgalleri

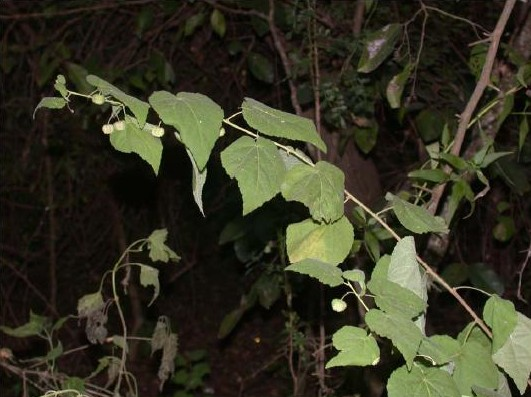

## Dottertaxa tillAyenia, i alfabetisk ordning[1]
- Ayenia abutilifolia
- Ayenia acalyphifolia
- Ayenia acuminata
- Ayenia aemulata
- Ayenia aliculata
- Ayenia angustifolia
- Ayenia aprica
- Ayenia ardua
- Ayenia berlandieri
- Ayenia blanchetiana
- Ayenia boliviana
- Ayenia cajalbanensis
- Ayenia compacta
- Ayenia conciliata
- Ayenia cordobensis
- Ayenia cuatrecasae
- Ayenia cubensis
- Ayenia dentata
- Ayenia donatica
- Ayenia eliae
- Ayenia erecta
- Ayenia euphrasiifolia
- Ayenia fasciculata
- Ayenia filiformis
- Ayenia fruticosa
- Ayenia glabra
- Ayenia glabrescens
- Ayenia hirta
- Ayenia incallida
- Ayenia insulicola
- Ayenia jaliscana
- Ayenia jussieui
- Ayenia klugii
- Ayenia krapovickasii
- Ayenia laevigata
- Ayenia latifolia
- Ayenia limitaris
- Ayenia lingulata
- Ayenia luyensis
- Ayenia magna
- Ayenia mansfeldiana
- Ayenia mastatalensis
- Ayenia mexicana
- Ayenia micrantha
- Ayenia microphylla
- Ayenia mirandae
- Ayenia mollis
- Ayenia neglecta
- Ayenia noblickii
- Ayenia nummularia
- Ayenia odonellii
- Ayenia ovata
- Ayenia palmeri
- Ayenia paniculata
- Ayenia peninsularis
- Ayenia peregrina
- Ayenia pilosa
- Ayenia praecipua
- Ayenia praeclara
- Ayenia purpusii
- Ayenia pusilla
- Ayenia reflexa
- Ayenia rotundifolia
- Ayenia saligna
- Ayenia schumanniana
- Ayenia simulatrix
- Ayenia spinosa
- Ayenia spinulosa
- Ayenia stipularis
- Ayenia subtilis
- Ayenia tenuicaulis
- Ayenia tomentosa
- Ayenia truncata
- Ayenia velutina
- Ayenia violacea
- Ayenia virgata
- Ayenia wrightii
- Ayenia wygodzinskyi
- Ayenia xochipilliae